# 关键词检测
关键词检测（Spoken keyword spotting或Spoken Term Detection）是语音识别领域的一个子领域，其目的是在语音信号中检测指定词语的所有出现位置。
主要有以下几种类型：
- 无约束语音中的关键词检测
- 孤立词识别

无约束语音中的关检测检测主要针对关键词没有被其他词分隔，并且在原句中没有语法信息。以下算法常被用于该目的：
- 滑动窗口和垃圾模型
- K最优假设
- 迭代Viterbi解码

孤立词识别主要针对关键词在文本中通过静音进行分隔。应用到该问题的主要技术手段是动态时间规整技术。